# Улица Балмочных (Липецк)
У́лица Ба́лмочных — улица в Правобережном округе Липецка. Проходит от площади Авиаторов до улицы Вавилова. Пересекает улицу Тельмана.
Является одной из старейших улиц Липецка. До начала 1930-х годов располагалась практически на границе города. Первоначально называлась Садо́вой у́лицей (по находящемуся рядом Быханову саду). Однако 27 октября 1967 года её переименовали в честь участника революционных событий 1905 и 1917 годов С. Ф. Балмочных.
На улице Балмочных, 15, находится Завод пусковых двигателей.

## Транспорт
- авт. 9т, 11, (23 сезонный), 24, 36, 300, 306, 322, 324, 325, 345, 346, 347, 359 ост.: «Быханов сад».